# Dieter Graf von Landsberg-Velen
Maximilian Dietrich Graf von Landsberg-Velen und Gemen (* 17. Dezember 1925 auf Schloss Wocklum bei Balve, Westfalen; † 15. April 2012 in Hamm, Nordrhein-Westfalen), kurz auch Dieter Graf (von) Landsberg-Velen, war ein deutscher Forstwirt, Sportfunktionär und Präsident des Malteser Hilfsdienstes Deutschland.

## Leben
Maximilian Dietrich von Landsberg-Velen aus dem Adelsgeschlecht der Herren von Landsberg  war eines von fünf Kindern aus der Ehe von Max Graf von Landsberg-Velen und Gemen (1889–1957) und Consuelo Freiin von Oer (1893–1987). Drei seiner vier Geschwister verloren im Zweiten Weltkrieg ihr Leben. Landsberg-Velen war nach seinem Abitur 1943 Kriegsteilnehmer und geriet 1945 als Leutnant in britische Gefangenschaft. Nach einem landwirtschaftlichen Praktikum zwischen 1946 und 1947 studierte er von 1947 bis 1951 Rechtswissenschaften an der Rheinischen Friedrich-Wilhelms-Universität Bonn. Bereits während seines Studiums übernahm er den elterlichen land- und forstwirtschaftlichen Betrieb in Balve-Wocklum (auf Schloss Wocklum).
Im Jahr 1955 heiratete Landsberg-Velen Monika Gräfin von Westphalen zu Fürstenberg (* 1932), eine Tochter von Friedrich Graf von Westphalen zu Fürstenberg. Der Ehe entstammen die Töchter Maria Barbara (* 1960), Maria Rosalia (* 1962), Maria Veronika (* 1964) und Maria Theresia (* 1967). Adoptivsohn von Maximilian Dietrich Graf von Landsberg-Velen und Ehefrau Monika ist der älteste Enkel der Familie, Jakob Graf von Landsberg-Velen, der Sohn der ältesten Tochter Marie Barbara (* 25. Juli 1987 in Frankfurt am Main).

### Malteserorden
Landsberg-Velen gehörte seit 1950 dem Malteserorden an und war von 1957 bis 1980 Leiter und ab 1980 bis 1992 der erste gewählte Präsident des deutschen Malteser Hilfsdienstes mit Sitz in Köln. In seiner Amtszeit stiegen die Mitgliederzahlen von 1800 auf über 600.000 Mitglieder an.
Er war an der Organisation der ersten Auslandseinsätze in den 1950er Jahren in Ungarn und von 1966 bis 1975 in Vietnam beteiligt.
Nach seinem Ausscheiden als Präsident wurde Landsberg-Velen zum Ehrenpräsidenten des Malteser Hilfsdienstes ernannt.

### Reitsport
Landsberg-Velen war auch als Sportfunktionär (Spitzname „Reiter-Graf“) aktiv. Seit 1948 war er Leiter des Balver Reitervereins und leitete vom ersten Turnier 1948 bis 2007 das überregional bekannte Reitturnier Balve Optimum, das er bis zu seinem Tod begleitete.
Außerdem war er Begründer und ab 1968 lange Jahre Präsident der Deutschen Reiterlichen Vereinigung in Warendorf, ehe er dieses Amt 2001 niederlegte und zum Ehrenpräsidenten gewählt wurde. Daneben war Landsberg-Velen ab 1982 Erster Vizepräsident des Internationalen Reiterverbandes (FEI).
Landsberg-Velen war seit 1974 Vizepräsident des Deutschen Sportbundes und war Mitglied im Präsidium des Nationalen Olympischen Komitees für Deutschland. Er gehörte 1980 zu denjenigen, die sich nach dem Einmarsch der UdSSR in Afghanistan für einen Boykott der Olympischen Spiele in Moskau aussprachen. In den letzten Jahren setzte er sich für die Fusion des Deutschen Sport-Bundes und des Nationalen Olympischen Komitees zum Deutschen Olympischen Sportbund ein.

## Auszeichnungen
- 1956: Bundesverdienstkreuz am Bande des Verdienstordens der Bundesrepublik Deutschland
- 1968: Verdienstkreuz 1. Klasse des Verdienstordens der Bundesrepublik Deutschland
- 1975: Großkreuz des päpstlichen Gregoriusordens
- 1977: Großes Verdienstkreuz des Verdienstordens der Bundesrepublik Deutschland
- 1983: DRK-Ehrenzeichen
- 1994: Großes Verdienstkreuz mit Stern des Verdienstordens der Bundesrepublik Deutschland
- 1998: „Olympischer Orden“ des Internationalen Olympischen Komitees (IOC)
- 2000: Ehrenbürger von Balve
- 2002: Goldenes Reiterkreuz mit Brillanten der FN
- 2003: Sportplakette des Landes Nordrhein-Westfalen
- 2005: Preisträger der Ludwig-Wolker-Plakette des Deutschen Olympischen Sportbundes
- 2006: „Goldener Ring“ des Aachen-Laurensberger Rennvereins (ALRV)
- 2009: Sportehrenpreis des Stadtsportverbandes Balve
- Großkreuz des Verdienstordens Pro Merito Melitensi des Souveränen Malteserordens